# Virophagen

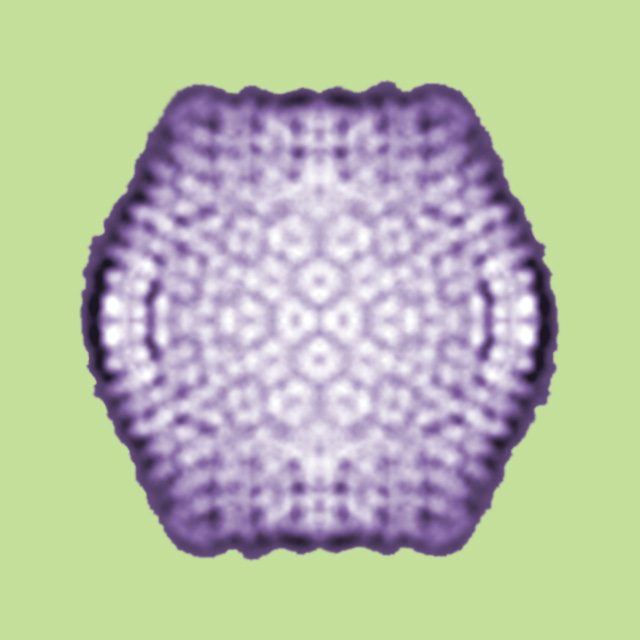
Sputnik-Virophage

Als Virophagen klassifiziert man nicht-taxonomisch einen speziellen Typ vergleichsweise großer Satellitenviren aus dem Phylum Preplasmiviricota, die sich nur in Co-Infektion mit Riesenviren des Phylums Nucleocytoviricota (NCLDVs) als Helferviren in eukaryotischen Wirtszellen replizieren können.
Virophagen replizieren (anders als die Begriffliche Anlehnung an Bakteriophagen nahelegen könnte) nicht „in“ anderen Viren, sondern nutzen als Satellitenviren den Syntheseapparat der Helferviren – und treten dabei in eine Konkurrenz zu ihnen.
Dabei werden Genprodukte des Helfervirus genutzt, die sonst nur bei eukaryotischen Zellen (Eucyten) die Proteinsynthese ermöglichen, daher werden die Helferviren der Virophagen auch Mamaviren genannt.
In der Regel wird die Proteinsynthese des Mamavirus dabei mehr oder weniger beeinträchtigt.
Virophagen sind daher (bzgl. der Mamaviren) parasitäre Satellitenviren. Daher werden die Helfer- oder Mamaviren auch als „virale Wirte“, die co-infizierten Eucyten zur Abgrenzung dann auch als „zelluläre Wirte“ bezeichnet.
Die Virophagen der Riesenviren sind im Vergleich zu Satellitenviren anderer Helferviren ebenfalls vergleichsweise riesig und haben auch ein komplexeres Genom als diese.

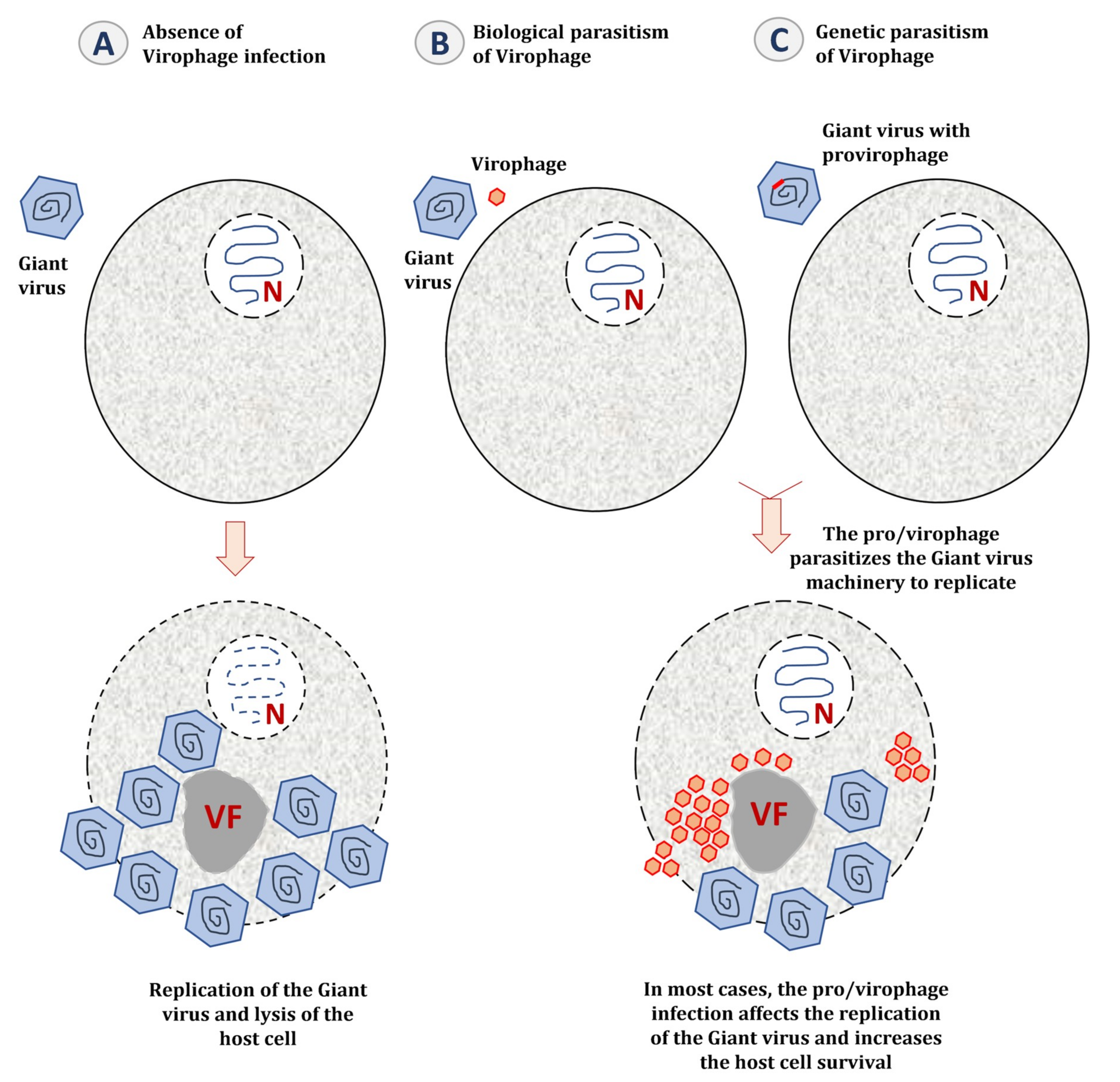
Die parasitäre Lebensweise von Virophagen nach Mougari, Sahmi-Bounsiar et al. (2019):

Virophagen sind sowohl bzgl. ihrer Kapsidgröße als auch bzgl. ihres Genoms viel kleiner als ihre Riesenviren-Wirte, aber andererseits viel größer als gewöhnliche Satellitenviren, deren Helferviren ja ebenfalls kleiner als die Riesenviren der NCLDV sind.

## Forschungsgeschichte und prominente Beispiele
Der erste Virophage namens Sputnik wurde im Jahr 2008 von Bernard La Scola und Didier Raoult von der Université de la Méditerranée in Marseille in den Rohren eines Kühlwassersystems in Paris entdeckt. Er parasitiert das Acanthamoeba castellanii mamavirus (AcMV, ein Stamm der Spezies Mimivirus bradfordmassiliense).
Die bislang (Stand 3. März 2025) vom International Committee on Taxonomy of Viruses (ICTV) offiziell bestätigten Virophagen gehören fast alle zu einer Klasse, den Virophaviricetes (ehemals Maveriviricetes, hervorgegangen aus der früheren Familie Lavidaviridae), mit folgenden Gattungen:
- Ordnung Divpevirales, Familie Ruviroviridae
  - Oviruvirus: Pansen-Virophagen, sheep rumen virophages, RVPs, mit der einzigen Spezies Oviruvirus palmerstonense (Schafspansen-Hybrid-Virophage, en. Sheep Rumen hybrid virophage, SRHV)[9][10][11]

- Ordnung Lavidavirales, Familie Maviroviridae
  - Mavirus mit einer einzigen Spezies Mavirus cafeteriae
– diese parasitieren Mamaviren der Aliimimivirinae (Mimiviridae der Gruppe II).

- Ordnung Mividavirales, Familie Sputniviroviridae
  - Sputnikvirus mit den beiden Spezies Sputnikvirus mimiviri und Sputnikvirus zamilonensen
– diese parasitieren Mamaviren der Megamimivirinae (Mimiviridae-Gruppe I)

- Ordnung Priklausovirales
  - Familie Burtonviroviridae: Burquivirus mit der einzigen Spezies Burquivirus flavolapense (Yellowstone Lake virophage 5, YSLV5).[12]
  - Familie Dishuiviroviridae: Essdubovirus mit der einzigen Spezies Essdubovirus chlorellae (Chlorella virophage isolate SW01 aus dem Dishui Lake, China)[13]
  - Familie Gulliviroviridae: Invirovirus mit der einzigen Spezies Invirovirus crochense (Lake Croche Virophage IMG_VR_1276)[14]
  - Familie Omnilimnoviroviridae: Panaquavirovirus mit der einzigen Spezies Panaquavirovirus qinghaense (Qinghai Lake virophage, QLV, Fundort von QLV ist der Qinghai-See)[15][16]

Abweichend zur Klasse Aquintoviricetes gehört Tetrivirus crimaeaense mit dem Tetraselmis-viridis-Virus S1 (TvV-S1).

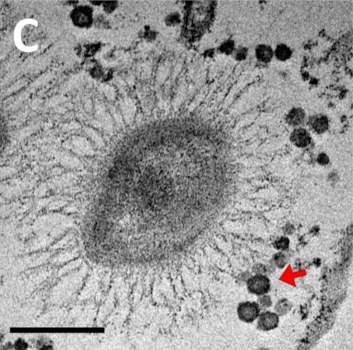
TEM-Aufnahe von ikosaedrische Guarani-Virionen, gebunden an Mimivirus-Fibrillen („Haare“). Balken 200 nm.

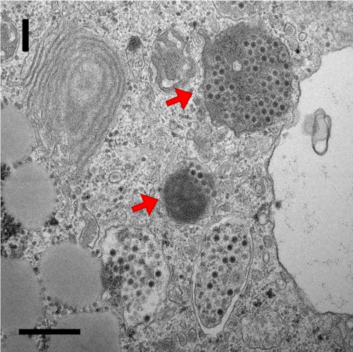
EM-Aufnahme von neu erzeugten Guarani-Virionen. Balken 500 nm.

Es gibt zudem – meist aus der Metagenomik – viele weitere Hinweise und Vorschläge zu Virophagen innerhalb der Virophaviricetes  (alias Maveriviricetes bzw. Lavidaviridae in älteren Arbeiten) oder auch außerhalb; einen Überblick über die Virophagen geben beispielsweise Zhou et al. (2013), Gong et al. (2016), und Chen et al. (2018):
Einige prominente Beispiele sind:
- der „Organic-Lake-Virophage“ (engl. „Organic Lake virophage“, OLV),(N,G)[A. 3][2]
- der „Guarani virophage“[A. 4][20][21][22]
- die „Dishui-Lake-Virophagen“ 1 bis 8 (DSLV1 bis DSLV8)[A. 5][18][23]
- die „Yellowstone-Lake-Virophagen“ 1 bis 4, 6 und 7 (YSLV1 bis YSLV4, YSLV6, YSLV7)[A. 6][24][25]
- die TBE-Virophages (TBE: englisch Trout Bog epilimnion) und TBH-Virophagen (TBH: engl. Trout Bog hypolimnion)[A. 7][9]
- Loki’s Castle virophages (LC-Virophagen)[A. 8][26]
- „Preplasmiviricota sp. Gezel-14T“ (PLV ‘Gezel-14T) alias Phaeocystis globosa Virus Virophage (PgVV)[A. 9][27][28][29][6][5]

Gezel-14T gehört möglicherweise wie TvV-S1 nicht zu den Virophaviricetes (alias Maveriviricetes), sondern in einen anderen Zweig der Preplasmiviricota (bzw. dem die Virophaviricetes enthaltenden Subphylum Polisuviricotina).
Weitere Gensequenzen von Virophagen hat man unter anderem auch an folgenden Stellen gefunden:
- Punta Cormorant, eine salzige Lagune auf Floreana (Santa María, englisch Charles, Galápagos-Inseln)[2][30][1]
- Einem Ocean Upwelling auf Fernandina (englisch Narborough Island, ebenfalls Galápagos-Inseln)[2][30][1]
- Delaware Bay Ästuar (New Jersey, Ostküste der USA)[2][30][1]
- Gatúnsee (englisch Lake Gatun, ein Süßwassersee in Panama, Mittelamerika)
- Gossenköllesee (Österreich)[31]

Eine Liste nicht-klassifizierter Virophagen findet sich in der Taxonomie das National Center for Biotechnology Information (NCBI).

## Genom

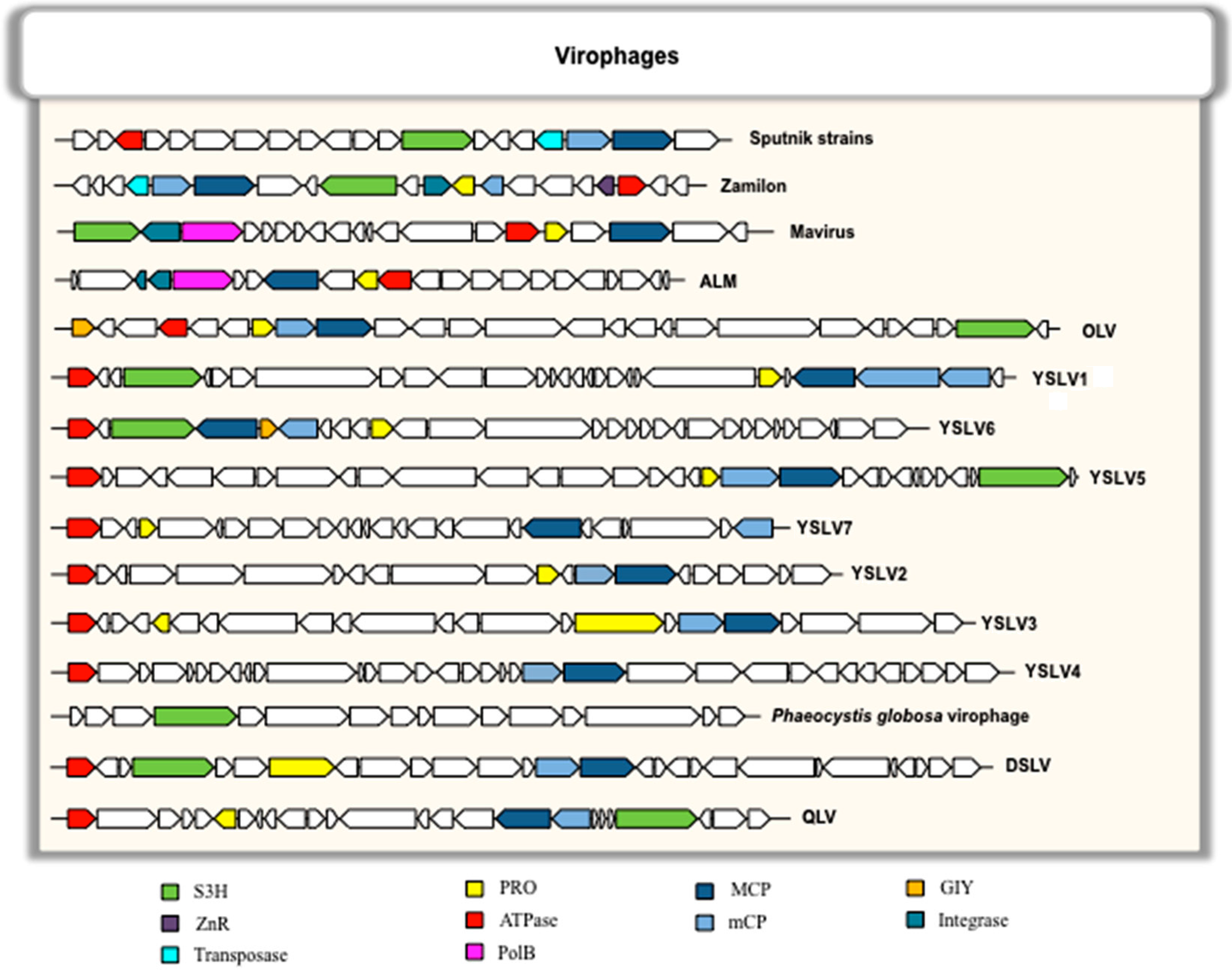
Vergleich von konservierten Genarchitekturen in den Genomen von Virophagen.

### Replikationszyklus

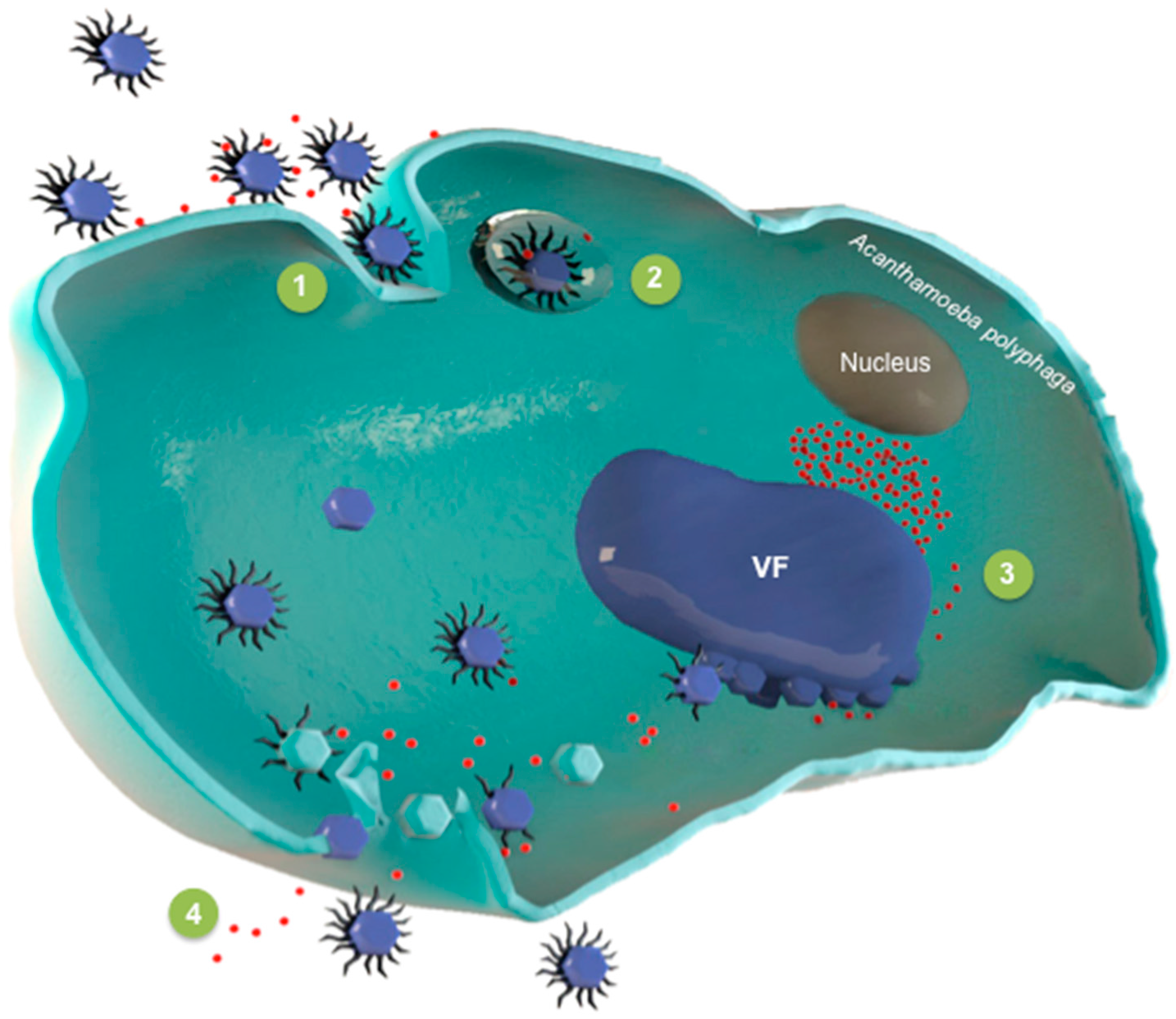
Der intrazelluläre Replikationszyklus von Virophagen.

Der Replikationszyklus der Virophagen unterscheidet sich grundlegend von dem gewöhnlicher Satellitenviren.
Normalerweise initiiert ein Satellitenvirus die Expression und Replikation seines Genoms im Zellkern der Wirtszelle mit Hilfe seiner dortigen Maschinerie und geht dann in das Zytoplasma. Dort findet es die Morphogenese-Maschinerie seines Helfervirus, mit der dieses seine Virionen (Virusteilchen) zusammenbaut (Assembly). Diese wird vom Satellitenvirus gekapert, um seine eigenen Nachkommen zu produzieren.
Bei den Virophagen der Familie Lavidaviridae wird angenommen, dass die Replikation der Virophagen vollständig in der Virusfabrik des Riesenvirus-Wirts stattfindet und daher vom Expressions- und Replikationskomplex des Riesenvirus abhängt. Wenn die Wirtszelle nur vom Riesenvirus infiziert wird, baut dieses im Zytoplasma eine Virusfabrik (VF) auf, um sich zu replizieren und neue Virionen zu erzeugen. Die Wirtszelle wird am Ende seines Replikationszyklus gewöhnlich lysiert, d. h. unter Freisetzung der Virus-Nachkommenschaft zum Platzen gebracht und so zerstört.
Wenn die Wirtszelle mit einem Riesenvirus und einem Virophagen koinfiziert ist, parasitiert letzterer in der Virusfabrik des Riesenvirus. Die Anwesenheit von Virophagen kann die Infektiosität des Riesenvirus daher ernsthaft beeinträchtigen, indem sie seine Replikationseffizienz verringert und damit indirekt das Überleben der Wirtszelle erhöht.

## Virophaviricetes
Die meisten derzeit (Stand März 2025) bekannten Virophagen gehören der Klasse Virophaviricetes an, einige der Klasse Aquintoviricetes. Sie gehören dem Subphylum Polisuviricotina des Phylums Preplasmiviricota an.

## Provirophagen
Ein Sonderfall ist, wenn sich der Virophage als „Provirophage“ in das Genom des Mamavirus integriert. Sowohl die Virophagen (als Mitglieder der Preplasmiviricota), als auch die Mamaviren (als Riesenviren Mitglieder der Nucleocytoviricota) sind dsDNA-Viren. Der Provirophage wird während der Replikation des Riesenvirus exprimiert. Der Virophage wird dann in der Virusfabrik des Riesenvirus produziert und hemmt die Replikation des Riesenvirus, wodurch wieder das Überleben der Wirtszelle erhöht wird – Abbildung oben, Teil (C). Ein Beispiel ist Sputnik 2, der sich in das Genom seines viralen Wirts, einem Mimivirus, integrieren kann.

## Defektive interferierende Viren
In der Funktionsweise ähnlich sind DIVs („Defektive interferierende Viren“, englisch defective interfering viruses, auch defective interfering particles, DIPs). Dies sind natürlich entstandene oder künstlich erzeugte defektive Abarten eines Virus-Wildtyps, die den Wildtyp als Helfervirus benötigen und wie Parasiten dessen Replikation stören können.

## Transpovirons
Eine weitere verwandte Klasse mobiler genetischer Elemente sind die Transpovirons, zuerst entdeckt im Genom des „Lentille-Virus“ („Mimivirus lentille“, auch „Acanthamoeba polyphaga lentillevirus“).

## Phylogenie
Eugene V. Koonin und Mart Krupovic schlugen 2017 auf Grundlage von Sequenzen der DNA-Polymerase für die Phylogenie Polinton-ähnlicher mobiler genetischer Elemente (MGEs) und ihrer Abkömmlinge (Viren der Preplasmiviricota) folgendes Szenario vor (ergänzt um moderne Bezeichnungen nach ICTV MSL#40v1, 3. März 2025):
|                                                 | Polintons (Gruppe 2)                                                                 |
|                                                 |                                                                                      |
|                                                 | Polintoviricetes: Eupolintoviridae (Polinton-ähnliche Viren, PLVs) und Transpovirons |
|                                                 |                                                                                      |
|                                                 | Virophaviricetes (Mavirus-ähnliche Virophagen, ehemals Lavidaviridae)                |
|                                                 |                                                                                      |
|                                                 | Bidnaviridae                                                                         |
| Vorlage:Klade/Wartung/3 Vorlage:Klade/Wartung/4 |                                                                                      |

|  | Adenoviridae (zu Pharingeaviricetes) |
|  |                                      |
|  | lineare zytoplasmatische Plasmide    |
|  |                                      |

|                                                 | Polintons (Gruppe 2)                                                                 |
|                                                 |                                                                                      |
|                                                 | Polintoviricetes: Eupolintoviridae (Polinton-ähnliche Viren, PLVs) und Transpovirons |
|                                                 |                                                                                      |
|                                                 | Virophaviricetes (Mavirus-ähnliche Virophagen, ehemals Lavidaviridae)                |
|                                                 |                                                                                      |
|                                                 | Bidnaviridae                                                                         |
| Vorlage:Klade/Wartung/3 Vorlage:Klade/Wartung/4 |                                                                                      |

|  | Adenoviridae (zu Pharingeaviricetes) |
|  |                                      |
|  | lineare zytoplasmatische Plasmide    |
|  |                                      |

|                                                 | Polintons (Gruppe 2)                                                                 |
|                                                 |                                                                                      |
|                                                 | Polintoviricetes: Eupolintoviridae (Polinton-ähnliche Viren, PLVs) und Transpovirons |
|                                                 |                                                                                      |
|                                                 | Virophaviricetes (Mavirus-ähnliche Virophagen, ehemals Lavidaviridae)                |
|                                                 |                                                                                      |
|                                                 | Bidnaviridae                                                                         |
| Vorlage:Klade/Wartung/3 Vorlage:Klade/Wartung/4 |                                                                                      |

|  | Adenoviridae (zu Pharingeaviricetes) |
|  |                                      |
|  | lineare zytoplasmatische Plasmide    |
|  |                                      |

|                                                 | Polintons (Gruppe 2)                                                                 |
|                                                 |                                                                                      |
|                                                 | Polintoviricetes: Eupolintoviridae (Polinton-ähnliche Viren, PLVs) und Transpovirons |
|                                                 |                                                                                      |
|                                                 | Virophaviricetes (Mavirus-ähnliche Virophagen, ehemals Lavidaviridae)                |
|                                                 |                                                                                      |
|                                                 | Bidnaviridae                                                                         |
| Vorlage:Klade/Wartung/3 Vorlage:Klade/Wartung/4 |                                                                                      |

|  | Adenoviridae (zu Pharingeaviricetes) |
|  |                                      |
|  | lineare zytoplasmatische Plasmide    |
|  |                                      |

|                                                 | Polintons (Gruppe 2)                                                                 |
|                                                 |                                                                                      |
|                                                 | Polintoviricetes: Eupolintoviridae (Polinton-ähnliche Viren, PLVs) und Transpovirons |
|                                                 |                                                                                      |
|                                                 | Virophaviricetes (Mavirus-ähnliche Virophagen, ehemals Lavidaviridae)                |
|                                                 |                                                                                      |
|                                                 | Bidnaviridae                                                                         |
| Vorlage:Klade/Wartung/3 Vorlage:Klade/Wartung/4 |                                                                                      |

|  | Adenoviridae (zu Pharingeaviricetes) |
|  |                                      |
|  | lineare zytoplasmatische Plasmide    |
|  |                                      |

|                                                 | Polintons (Gruppe 2)                                                                 |
|                                                 |                                                                                      |
|                                                 | Polintoviricetes: Eupolintoviridae (Polinton-ähnliche Viren, PLVs) und Transpovirons |
|                                                 |                                                                                      |
|                                                 | Virophaviricetes (Mavirus-ähnliche Virophagen, ehemals Lavidaviridae)                |
|                                                 |                                                                                      |
|                                                 | Bidnaviridae                                                                         |
| Vorlage:Klade/Wartung/3 Vorlage:Klade/Wartung/4 |                                                                                      |

|  | Adenoviridae (zu Pharingeaviricetes) |
|  |                                      |
|  | lineare zytoplasmatische Plasmide    |
|  |                                      |

|                                                 | Polintons (Gruppe 2)                                                                 |
|                                                 |                                                                                      |
|                                                 | Polintoviricetes: Eupolintoviridae (Polinton-ähnliche Viren, PLVs) und Transpovirons |
|                                                 |                                                                                      |
|                                                 | Virophaviricetes (Mavirus-ähnliche Virophagen, ehemals Lavidaviridae)                |
|                                                 |                                                                                      |
|                                                 | Bidnaviridae                                                                         |
| Vorlage:Klade/Wartung/3 Vorlage:Klade/Wartung/4 |                                                                                      |

|  | Adenoviridae (zu Pharingeaviricetes) |
|  |                                      |
|  | lineare zytoplasmatische Plasmide    |
|  |                                      |

|                                                 | Polintons (Gruppe 2)                                                                 |
|                                                 |                                                                                      |
|                                                 | Polintoviricetes: Eupolintoviridae (Polinton-ähnliche Viren, PLVs) und Transpovirons |
|                                                 |                                                                                      |
|                                                 | Virophaviricetes (Mavirus-ähnliche Virophagen, ehemals Lavidaviridae)                |
|                                                 |                                                                                      |
|                                                 | Bidnaviridae                                                                         |
| Vorlage:Klade/Wartung/3 Vorlage:Klade/Wartung/4 |                                                                                      |

|  | Adenoviridae (zu Pharingeaviricetes) |
|  |                                      |
|  | lineare zytoplasmatische Plasmide    |
|  |                                      |

Moderne Taxonomien ordnen die Bidnaviridae jedoch dem Realm Monodnaviria zu, während die anderen oben genannten Virengruppen dem Realm Varidnaviria angehören.